# JQ1
JQ1 — органическое соединение, структурный аналог бензодиазепинов, эффективный, специфичный и легко проникающий в клетку ингибитор белков семейства BET, взаимодействующий с бромодоменами. Широко используется в качестве фармакологического инструмента в эпигенетических исследованиях.
JQ1 был предложен в качестве основы негормонального препарата для мужской контрацепции. Он не вызывает седативного или анксиолитического эффектов и является сильным селективным ингибитором семенникоспецифичного бромодоменсодержащего белка (BRDT), имеющего важное значение для ремоделирования хроматина во время сперматогенеза. Блокируя BRDT, JQ1 эффективно подавляет сперматогенез и таким образом оказывает контрацептивное действие без негативных побочных эффектов, характерных для ранее изученных гормональных контрацептивов для мужчин.
В исследовании на грызунах была продемонстрирована эффективность JQ1 в подавлении фиброза лёгких путём эпигенетической модуляции процесса биосинтеза коллагена, опосредованной ингибированием BRD4.
Также была исследована активность JQ1 в лечении ВИЧ-инфекции и некоторых форм лейкоза.
Предполагается что JQ1 может быть использован для лечения инфаркта миокарда. Недостатком  JQ1 как лекарственного препарата является очень быстрая потеря им активности при попадании в организм.